# Abrera
Abrera é um município da Espanha, na comarca de Baix Llobregat, província de Barcelona, comunidade autónoma da Catalunha. Tem 19,98 km² de área e em 2021 tinha 12 620 habitantes (densidade: 631,6 hab./km²).